# Ernst Gebendinger
Ernst Gebendinger (Winterthur, Suiza, 10 de febrero de 1926-ibídem, 23 de mayo de 2017) fue un gimnasta artístico suizo, subcampeón olímpico en Helsinki 1952 en el concurso por equipos.

## Carrera deportiva
En los JJ. OO. celebrados en Helsinki en 1952 consiguió la plata en equipos —tras la Unión Soviética y delante de Finlandia— siendo sus compañeros de equipo: Hans Eugster, Ernst Fivian, Jack Günthard, Hans Schwarzentrube, Josef Stalder, Melchior Thalmann y Jean Tschabold.